# Carmageddon
Carmageddon è un videogioco di guida sviluppato da Stainless Games, e pubblicato da Interplay e da Sales Curve Interactive nel 1997 per PC.
Nello stesso anno venne poi pubblicata un'espansione: Carmageddon: Splat Pack. Nel 1998 il gioco e l'espansione vennero pubblicati nell'edizione Carmageddon: Max Pack. Il gioco ebbe poi un sequel con Carmageddon II: Carpocalypse Now del 1998.
Il gioco ebbe un buon numero di vendite anche grazie alla spinta involontaria data dalla eco mediatica in seguito a diverse polemiche sui contenuti. Questo videogioco è basato su un film intitolato Anno 2000 - La corsa della morte, un cult movie del 1975 interpretato da David Carradine e da un giovane Sylvester Stallone.

## Modalità di gioco
L'obiettivo del gioco è quello di completare tutte le gare, ambientate in diversi scenari (la maggior parte ad ambientazione urbana) e, per riuscirci, ci sono tre metodi:
- distruggere tutti i mezzi degli avversari;
- investire tutti i pedoni presenti nello scenario;
- completare il percorso attraversando tutti i checkpoint.

Il ritmo di gioco è scandito da un orologio che esegue un conto alla rovescia. Investendo i pedoni o arrecando danno ai mezzi avversari è possibile guadagnare sia tempo che punti; questi ultimi sono necessari per riparare la macchina e per comprare nuovi mezzi e potenziamenti. Lungo i livelli si possono trovare barili con gli effetti più disparati (sia positivi che negativi) che spaziano dalla riparazione istantanea del mezzo ad uno stravolgimento temporaneo del modello fisico di gioco.

## Aspetti tecnici
Il gioco utilizza un motore grafico funzionante sotto MS-DOS, che all'epoca dell'uscita stava per essere soppiantato da Windows 95; inoltre non era previsto il supporto nativo delle schede acceleratrici (apportato tramite una successiva patch), in particolare della diffusa 3Dfx. Questi due fattori contribuivano ad alzare i requisiti di gioco, soprattutto quelli per giocare con un'alta risoluzione.
Un punto a favore del motore era il modello fisico, all'epoca piuttosto accurato, notabile ad esempio negli scontri di veicoli (che possiedono un modello dei danni visibile, cioè le auto si deformavano in base alle zone colpite ed all'entità del danno) dotati di masse differenti, anche se non esente da alcuni bug che causavano, ad esempio, che la nostra vettura si incastrasse in alcuni punti delle mappe. Una delle critiche più diffuse era rivolta all'intelligenza artificiale degli avversari, che spesso si "coalizzavano" contro il giocatore rendendo alcuni momenti di gioco molto difficoltosi.

## Accoglienza
Sebbene non esente da difetti e poco ottimizzato, Carmageddon venne ben recepito dalla critica: nel sito GameRankings ha un punteggio globale di 90%; sulla rivista The Games Machine, ottenne un punteggio di 89%; su PC Game Parade 91% e su K 900 su 1000. Del gioco venne molto apprezzato l'inserimento del gruppo industrial Fear Factory nella colonna sonora, così come lo stile volutamente grottesco ed esasperato che permeava ogni aspetto del gioco e che era continuamente sottolineato da dettagli, come il cursore a forma di mano mozzata o il gioco di parole che costituiva il nome dei protagonisti, Max Damage (letteralmente "Massimo danno") e Die Anna (che significa "Muori Anna", ma che suona come la pronuncia inglese del nome Diana, con un riferimento non troppo velato all'ex-moglie di Carlo d'Inghilterra, la quale mori poco dopo l'uscita del gioco).

### Critiche
Il gioco venne molto criticato dai mass media per via dei suoi contenuti gratuitamente violenti. In alcuni stati ne venne vietata la distribuzione nei negozi e in altri ne venne diffusa una censurata con il sangue verde o con degli zombie al posto delle persone. In Germania i pedoni vennero sostituiti con dei robot privi di sangue.
In Italia il videogioco fu il primo ad essere esaminato direttamente dal Parlamento, che ne fece ritirare tutte le copie per poi permettere la commercializzazione della versione contenente gli zombie e il sangue verde. Successivamente, con l'uscita dell'espansione Splat Pack, era possibile rimuovere la censura mediate apposite patch presenti sul disco dell'espansione stessa, o utilizzare la versione tedesca del gioco sostituendo i pedoni o gli zombie con i già citati robot.
Carmageddon non è stato il primo gioco a proporre l'investimento intenzionale di pedoni, altri furono Death Race (1976, sala giochi; le vittime erano descritte come "gremlin" ma erano in sostanza omini stilizzati) e Speed Racer (1983, Commodore 64); sebbene molto meno realistici, anch'essi andarono incontro a critiche.

## OpenC1
OpenC1 è una conversione open source del gioco, sui sistemi operativi Microsoft Windows, realizzato dal programmatore neozelandese Jeff Harris. La versione 1.4 è in grado di scaricare automaticamente la versione shareware del gioco, consentendo di provarne la versione gratuita.